# منتخب ألمانيا لكرة الطائرة
منتخب ألمانيا لكرة الطائرة هو ممثل ألمانيا الرسمي في رياضة كرة الطائرة.